# Messerschmitt Me 309 Zw
Il Messerschmitt Me 309 Zw fu un aereo da caccia pesante, bimotore, monoplano ad ala bassa sviluppato dall'azienda aeronautica tedesca Messerschmitt nei primi anni quaranta e rimasto allo stadio progettuale.
Fu l'ultimo progetto innovativo di caccia sviluppato dalla Germania nazista nella seconda guerra mondiale, l'ennesimo tentativo di ottenere un nuovo modello adatto a succedere al Messerschmitt Bf 110. Destinato, come il Bf 110, a ricoprire una serie di ruoli diversi in virtù dei diversi equipaggiamenti bellici delle versioni programmate, dal zerstörer, al bombardiere veloce fino al caccia notturno, fu sostanzialmente un incrocio tra un Bf 109, caratterizzato dalla struttura a doppia fusoliera, da altissime velocità, grazie anche alla potenza dei motori.
Il Me 309 Zw non lasciò mai il tavolo da disegno, venendo scartato alla fine del 1942 a favore del Me 109 Zw.
Alcune fonti si riferiscono al Me 309 Zw come Me 609, ma i documenti RLM mostrano che non era così e che Me 609 era una designazione di copertina per Me 262 di fine guerra, pronto per la produzione.